# Cherrat
Cherrat (en àrab الشراط; en amazic ⵛⵔⴰⵟ) és una comuna rural de la província de Benslimane de la regió de Casablanca-Settat, al Marroc. Segons el cens de 2014 tenia una població total de 9.754 persones.